# Eesti Olümpiakomitee
Das Eesti Olümpiakomitee (estnisch für Estnische Olympiakomitee) ist das Nationale Olympische Komitee der Republik Estland.

## Geschichte
Am 30. November 1919, anderthalb Jahre nach Ausrufung der staatlichen Unabhängigkeit Estlands, entschied der Estnische Sportkongress (Eesti Spordi Kongress), den Estnischen Sportbund (Eesti Spordi Liit) und das Estnische Olympiakomitee ins Leben zu rufen sowie an den Olympischen Spielen 1920 in Antwerpen teilzunehmen. Das Estnische Olympiakomitee (EOK) wurde am 8. Dezember 1923 offiziell gegründet. Erster Vorsitzender wurde der damalige Außenminister Friedrich Karl Akel.
1924 wurde das EOK in das Internationale Olympische Komitee (IOC) aufgenommen. Bei den Olympischen Spielen 1924 in Paris nahmen insgesamt 44 estnische Sportler teil. Der Ringer Eduard Pütsep gewann dort die erste Goldmedaille für Estland. 1928 nahmen erstmals estnische Sportler an den Winterwettkämpfen in St. Moritz teil. 1934 wurde Johan Laidoner zum Vorsitzenden des Estnischen Olympiakomitees gewählt.
Mit der sowjetischen Besetzung Estlands am 21. Juni 1940 wurde das Estnische Olympiakomitee verboten und aufgelöst. Es ging im 1951 gegründeten Olympischen Komitee der UdSSR auf. In Estland gründeten die Besatzungsbehörden das "Komitee für Körperkultur und Sport" (estnisch Kehakultuuri- ja Spordikomitee), in dem alle Sportorganisationen Estlands gleichgeschaltet wurden. Damit endete auch de facto die Mitgliedschaft Estlands im Internationalen Olympischen Komitee. Da die westlichen Staaten die sowjetische Besetzung nicht völkerrechtlich anerkannten, wurde das EOK jedoch nie offiziell aus der Mitgliederliste des IOC gestrichen.
Kurz vor Wiedererlangung der staatlichen Unabhängigkeit Estland wurde das Estnische Olympiakomitee am 14. Januar 1989 wiedergegründet. Erster Präsident nach dem Zweiten Weltkrieg wurde Arnold Green. Mit der Ausrufung der estnischen Souveränität im August 1991 nahm das EOK wieder seine Arbeit im Internationalen Olympischen Komitee auf. 2001 wurden der Zentralverband des estnischen Sports (Eesti Spordi Keskliit) und das EOK unter dem Namen Eesti Olümpiakomitee vereinigt.

## EOK heute
Das EOK ist heute Nationales Olympisches Komitee Estlands und die zentrale Dachorganisation des estnischen Sports. Dem EOK gehören 64 Sportverbände und 12 Sportvereinigungen an. Sein Sitz befindet sich in Tallinn.
Dem EOK angegliedert sind die Estnische Olympiaakademie (Eesti Olümpiaakadeemia), die Estnische Stiftung für Sportinformation (Eesti Sporditeabe Sihtasutus), die Stiftung für Sportmedizin (Spordimeditsiini Sihtasutus) und die Stiftung Eesti Antidoping.
Präsident des Estnischen Olympiakomitees ist derzeit der ehemalige estnische Ministerpräsident Mart Siimann. Vizepräsidenten des EOK-Exekutivkomitees sind Andres Lipstok und Jüri Tamm. Generalsekretär ist Toomas Tõnise.

## Olympische Erfolge
Zwischen 1920 und 1940 gewann Estland bei Olympischen Spielen insgesamt sechs Gold-, sechs Silber- und neun Bronzemedaillen. Bei allen Olympischen Spielen zusammen konnten Sportler aus Estland bislang 25 Gold-, 19 Silber- und 27 Bronzemedaillen erringen.

## Vorsitzende und Präsidenten des Estnischen Olympiakomitees
- Friedrich Karl Akel (1924–1931), EOK-Vorsitzender
- Johan Laidoner (1931–1934), EOK Co-Vorsitzender
- Johan Laidoner (1934 - de facto 1940), EOK-Vorsitzender
- Arnold Green (1989–1997), EOK-Präsident
- Tiit Nuudi (1997–2001), EOK-Präsident
- Mart Siimann (seit 2001), EOK-Präsident

## Estnische Mitglieder des Internationalen Olympischen Komitees
- Friedrich Karl Akel (1928–1932)
- Joakim Puhk (1936–1942)